# 飯豊町
飯豊町（いいでまち）は、山形県の南部にある人口約6千人の町。西置賜郡に属す。「日本で最も美しい村連合」加盟地域のひとつ。

## 地理
- 山脈: 飯豊連峰、朝日連峰
- 山：飯豊山（日本百名山及びやまがた百名山）、栂峰（やまがた百名山）、天狗山(やまがた百名山)
- 河川: 白川、萩生川、小白川、広河原川
- 湖沼: 白川ダム湖、玉木沼(かんがい用水用堰止湖)

### 人口
| |                                        |  |
| 飯豊町と全国の年齢別人口分布（2005年） | 飯豊町の年齢・男女別人口分布（2005年） |  |
| ■紫色 ― 飯豊町 ■緑色 ― 日本全国 | ■青色 ― 男性 ■赤色 ― 女性              |  |
| 飯豊町（に相当する地域）の人口の推移 \| 1970年（昭和45年） \| 12,129人 \| \| \| 1975年（昭和50年） \| 10,764人 \| \| \| 1980年（昭和55年） \| 10,220人 \| \| \| 1985年（昭和60年） \| 10,131人 \| \| \| 1990年（平成2年） \| 9,880人 \| \| \| 1995年（平成7年） \| 9,538人 \| \| \| 2000年（平成12年） \| 9,204人 \| \| \| 2005年（平成17年） \| 8,623人 \| \| \| 2010年（平成22年） \| 7,943人 \| \| \| 2015年（平成27年） \| 7,304人 \| \| \| 2020年（令和2年） \| 6,613人 \| \| |                                        |  |
| 総務省統計局 国勢調査より |                                        |  |
| 1970年（昭和45年） | 12,129人                               |  |
| 1975年（昭和50年） | 10,764人                               |  |
| 1980年（昭和55年） | 10,220人                               |  |
| 1985年（昭和60年） | 10,131人                               |  |
| 1990年（平成2年） | 9,880人                                |  |
| 1995年（平成7年） | 9,538人                                |  |
| 2000年（平成12年） | 9,204人                                |  |
| 2005年（平成17年） | 8,623人                                |  |
| 2010年（平成22年） | 7,943人                                |  |
| 2015年（平成27年） | 7,304人                                |  |
| 2020年（令和2年） | 6,613人                                |  |

## 気候
寒暖の差が大きく気温の年較差、日較差が大きい顕著な大陸性気候である。降雪量が多く、周辺の自治体と同様に特別豪雪地帯に指定されている。
| 高峰（1991年 - 2020年）の気候      | 高峰（1991年 - 2020年）の気候 | 高峰（1991年 - 2020年）の気候 | 高峰（1991年 - 2020年）の気候 | 高峰（1991年 - 2020年）の気候 | 高峰（1991年 - 2020年）の気候 | 高峰（1991年 - 2020年）の気候 | 高峰（1991年 - 2020年）の気候 | 高峰（1991年 - 2020年）の気候 | 高峰（1991年 - 2020年）の気候 | 高峰（1991年 - 2020年）の気候 | 高峰（1991年 - 2020年）の気候 | 高峰（1991年 - 2020年）の気候 | 高峰（1991年 - 2020年）の気候 |
| 月                                 | 1月                           | 2月                           | 3月                           | 4月                           | 5月                           | 6月                           | 7月                           | 8月                           | 9月                           | 10月                          | 11月                          | 12月                          | 年                            |
| ---------------------------------- | ----------------------------- | ----------------------------- | ----------------------------- | ----------------------------- | ----------------------------- | ----------------------------- | ----------------------------- | ----------------------------- | ----------------------------- | ----------------------------- | ----------------------------- | ----------------------------- | ----------------------------- |
| 最高気温記録 °C （°F）             | 13.2 (55.8)                   | 16.8 (62.2)                   | 19.5 (67.1)                   | 29.0 (84.2)                   | 33.1 (91.6)                   | 34.6 (94.3)                   | 35.7 (96.3)                   | 37.9 (100.2)                  | 35.3 (95.5)                   | 28.7 (83.7)                   | 24.6 (76.3)                   | 17.2 (63)                     | 37.9 (100.2)                  |
| 平均最高気温 °C （°F）             | 2.0 (35.6)                    | 3.0 (37.4)                    | 6.7 (44.1)                    | 14.0 (57.2)                   | 20.9 (69.6)                   | 24.2 (75.6)                   | 27.3 (81.1)                   | 28.8 (83.8)                   | 24.4 (75.9)                   | 18.2 (64.8)                   | 11.5 (52.7)                   | 4.8 (40.6)                    | 15.5 (59.9)                   |
| 日平均気温 °C （°F）               | −1.2 (29.8)                   | −0.9 (30.4)                   | 1.8 (35.2)                    | 7.5 (45.5)                    | 14.2 (57.6)                   | 18.5 (65.3)                   | 22.3 (72.1)                   | 23.2 (73.8)                   | 18.9 (66)                     | 12.4 (54.3)                   | 6.2 (43.2)                    | 1.2 (34.2)                    | 10.3 (50.5)                   |
| 平均最低気温 °C （°F）             | −4.5 (23.9)                   | −5.0 (23)                     | −2.7 (27.1)                   | 1.5 (34.7)                    | 7.6 (45.7)                    | 13.3 (55.9)                   | 18.0 (64.4)                   | 18.6 (65.5)                   | 14.4 (57.9)                   | 7.6 (45.7)                    | 1.7 (35.1)                    | −2.0 (28.4)                   | 5.7 (42.3)                    |
| 最低気温記録 °C （°F）             | −16.6 (2.1)                   | −19.3 (−2.7)                  | −13.1 (8.4)                   | −7.5 (18.5)                   | −1.3 (29.7)                   | 4.3 (39.7)                    | 7.6 (45.7)                    | 8.3 (46.9)                    | 3.3 (37.9)                    | −1.9 (28.6)                   | −9.0 (15.8)                   | −16.4 (2.5)                   | −19.3 (−2.7)                  |
| 降水量 mm （inch）                 | 256.5 (10.098)                | 161.6 (6.362)                 | 134.7 (5.303)                 | 97.8 (3.85)                   | 95.1 (3.744)                  | 130.7 (5.146)                 | 223.9 (8.815)                 | 173.7 (6.839)                 | 140.6 (5.535)                 | 158.8 (6.252)                 | 213.8 (8.417)                 | 273.2 (10.756)                | 2,077.7 (81.799)              |
| 平均降水日数 （≥1.0 mm）           | 24.7                          | 20.8                          | 18.7                          | 14.1                          | 11.2                          | 11.5                          | 14.4                          | 12.2                          | 12.8                          | 14.5                          | 18.6                          | 23.2                          | 197.0                         |
| 平均月間日照時間                   | 44.3                          | 72.2                          | 138.4                         | 202.4                         | 235.5                         | 199.1                         | 181.7                         | 221.7                         | 167.7                         | 149.4                         | 96.8                          | 51.4                          | 1,749.4                       |
| 出典1：Japan Meteorological Agency |                               |                               |                               |                               |                               |                               |                               |                               |                               |                               |                               |                               |                               |
| 出典2：気象庁                      |                               |                               |                               |                               |                               |                               |                               |                               |                               |                               |                               |                               |                               |

## 歴史
- 1954年（昭和29年）10月1日 - 西置賜郡添川村・豊川村・豊原村が新設合併し、飯豊村が発足。
- 1958年（昭和33年）9月1日 - 南置賜郡中津川村を編入、町制施行して飯豊町となる。これにより、南置賜郡が消滅。

## 町名の由来
町内を流れる白川の源流、飯豊山の麓の町であることから昭和29年の合併で飯豊山から「飯豊」の名称をいただき「飯が豊かに食える村」という意味を込めて飯豊の名が付いた。
飯豊山の名の由来は飯豊山#山名の由来を参照。

## 行政

### 歴代町長
| 名前       | 就任年月             | 退任年月             |
| ---------- | -------------------- | -------------------- |
| 金子春次   | 1958年(昭和33年)11月 | 1962年(昭和37年)8月  |
| 小松泰次郎 | 1962年(昭和37年)9月  | 1965年(昭和40年)3月  |
| 須貝一郎   | 1965年(昭和40年)4月  | 1969年(昭和44年)2月  |
| 樋口儉三   | 1969年(昭和44年)3月  | 1984年(昭和59年)10月 |
| 渡部孝吉   | 1984年(昭和59年)11月 | 2000年(平成12年)10月 |
| 齋藤正三郎 | 2000年(平成12年)11月 | 2008年(平成20年)10月 |
| 後藤幸平   | 2008年(平成20年)11月 | 2024年(令和6年)10月  |
| 嵐正人     | 2024年(令和6年)11月  | 現職(１期目)         |

- 副町長：西嶋康平　2025年(令和7年)4月より現職

## 施設
消防
- 西置賜行政組合消防本部飯豊分署

警察
- 長井警察署飯豊駐在所
- 長井警察署中津川駐在所

医療
- 飯豊町国民健康保険診療所
- 付属中津川診療所

## 立法

### 町議会
「飯豊町議会」を参照。
- 議長：屋嶋雅一（令和７年8月より現職）

定数
- 10名　現職10名

町議会のしくみ
- 定例会
- 臨時会
- 本会議
- 委員会
  - 議会運営委員会
    - 総務文教常任委員会
    - 産業厚生常任委員会
    - 広報常任委員会

  - 一部事務組合議会議員
    - 置賜広域行政事務組合議員
    - 西置賜行政組合議員
    - 置賜広域病院組合議員

## 友好都市
南房総市 (千葉県)
1996年 (平成8年)11月24日、旧千倉町と友好都市調印。
 桶川市 (埼玉県)
2017年（平成29年）2月25日、友好都市及び災害時応援協定調印。

## 財政
平成18年度
- 財政力指数 0.22 （全国市町村平均 0.53 山形県市町村平均0.36）
- 実質公債費比率 18.9% （全国市町村平均 15.1）
- 標準財政規模 36億8100万円
- 一般会計歳入 52億5800万円
- 一般会計歳出 49億4900万円
- 人口一人当たり人件費・物件費等決算額 19万6782円 （全国市町村平均 11万6701円）
- 人口一人当たり職員数 13.14人 （全国市町村平均 7.82人）
- ラスパイレス指数 95.5 （全国市町村平均 93.9）
- 人口一人当たり人件費決算額 12万9024円 （類似団体平均 10万5300円）
- 経常収支比率 88.3%
- 地方債等の残高
  - 1普通会計分の地方債現在高 84億5300万円
  - 2特別会計分の地方債（企業債）現在高 48億7200万円
  - 3関係する一部事務組合分の地方債（企業債）現在高 4億5675万円 + 239億4000万円（2市2町負担合計）
    - 置賜広域病院組合分 239億4000万円 （負担割合不明）
    - 置賜広域行政事務組合分 79億5300万円 （負担割合 4.0%）→3億1812万円
    - 西置行政組合分 11億1800万円 （負担金割合 12.4%）→1億3863万円
    - 置賜広域病院組合は長井市、南陽市、飯豊町、川西町の2市2町で共同の運営 239億4000万円についても2市2町分担して返済していく

  - 4第3セクター等の債務保証等による債務残高 8600万円
- 地方債等の合計 138億6700万円 （広域病院組合分の239億4000万円は除いた数字）
  - 町民一人当たりの地方債等残高 159万8133円 （連結会計、広域病院分債務は除いた数字）
  - 町民一人当たり地方債残高 153万5669円 （普通会計分 + 特別会計分に限定した数字）

公立病院債務については病院特例債などを活用するものと思われる 2市2町にとって広域病院経営問題は財政的に大きな問題とおもわれる

## 経済・産業
- 第一次産業就業者数863人
- 第二次産業就業者数2,072人
- 第三次産業就業者数1,822人

（国勢調査による）
牛肉
米沢牛の約半数が本町から出荷されている。体脂肪率を計測し、基準を超えた牛のみを米沢牛というブランド品にして出荷している。
どぶろく
どぶろく特区の認定を受け白川温泉白川荘で製造・飲用が可能。
東山工業団地
添川東山地区にある工業団地にはおよそ15の企業があり、主に第二次産業である製造工場が多い。

### 山形大学ｘEV研究センター
2016年（平成28年）に山形大が8億円、町が7億円を負担する形で、萩生地区に整備された。土地・建物は町が所有し、10年契約で同大に建物を年1000万円で貸していた。
2019年12月　十分な活動実態がないことを理由に、山形大学からセンター閉鎖の意向が告げられる。その後、町に混乱や賛否両論が起こった。
2020年2月　センターの存続が発表され、山形大学が一連の経緯を町に謝罪した。
センターでは、主にリチウムイオン電池を使った蓄電デバイスの研究や、子ども向けの体験スペース「飯豊子ども研究所」などを設けている。

### 金融機関
- 山形おきたま農業協同組合飯豊支店 - 指定金融機関[6]

### 郵便

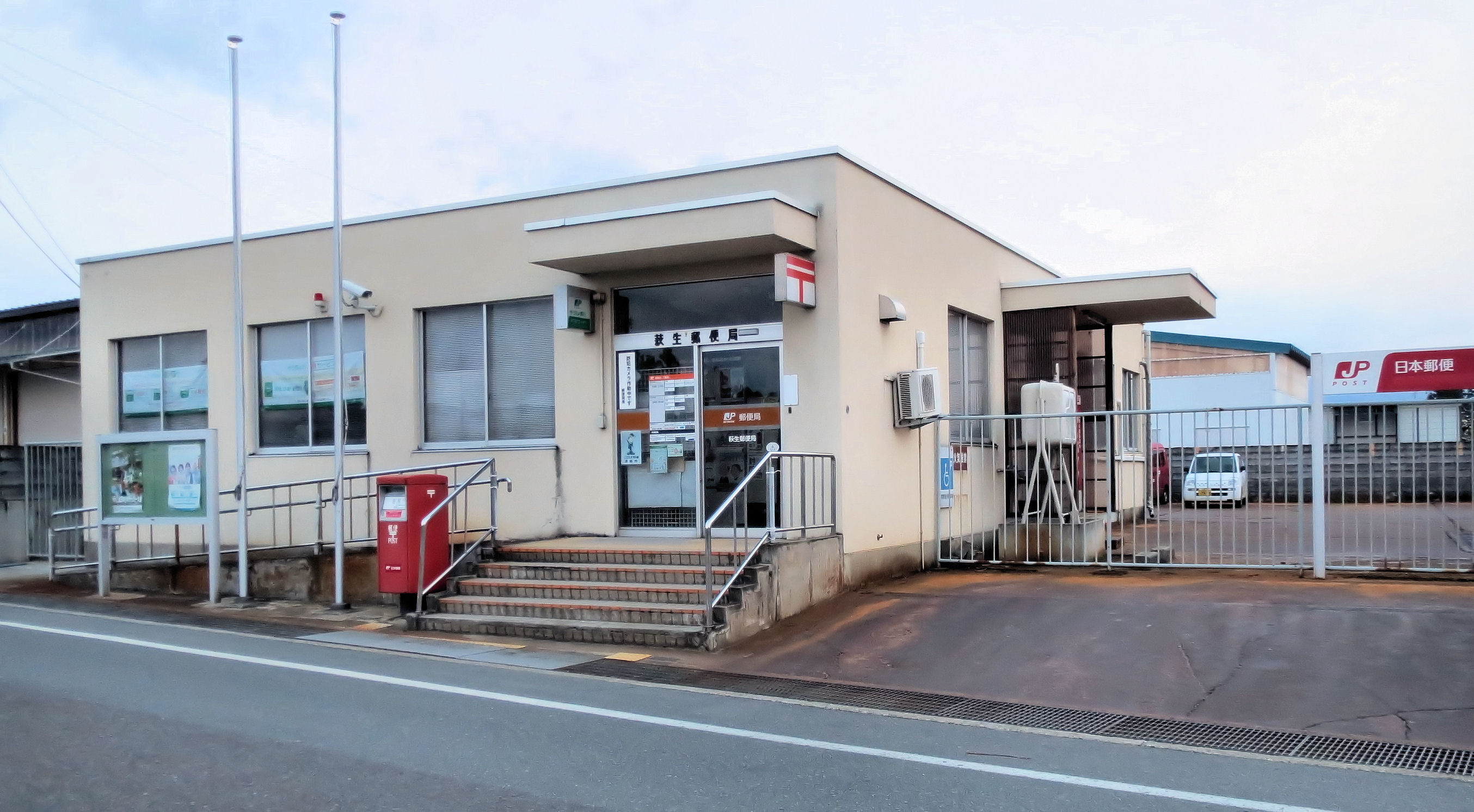
萩生郵便局

- 萩生郵便局（集配局）
- 手ノ子郵便局（集配局）
- 中津川郵便局（集配局）
- 添川郵便局
- 椿簡易郵便局
- 高峰簡易郵便局

## 観光

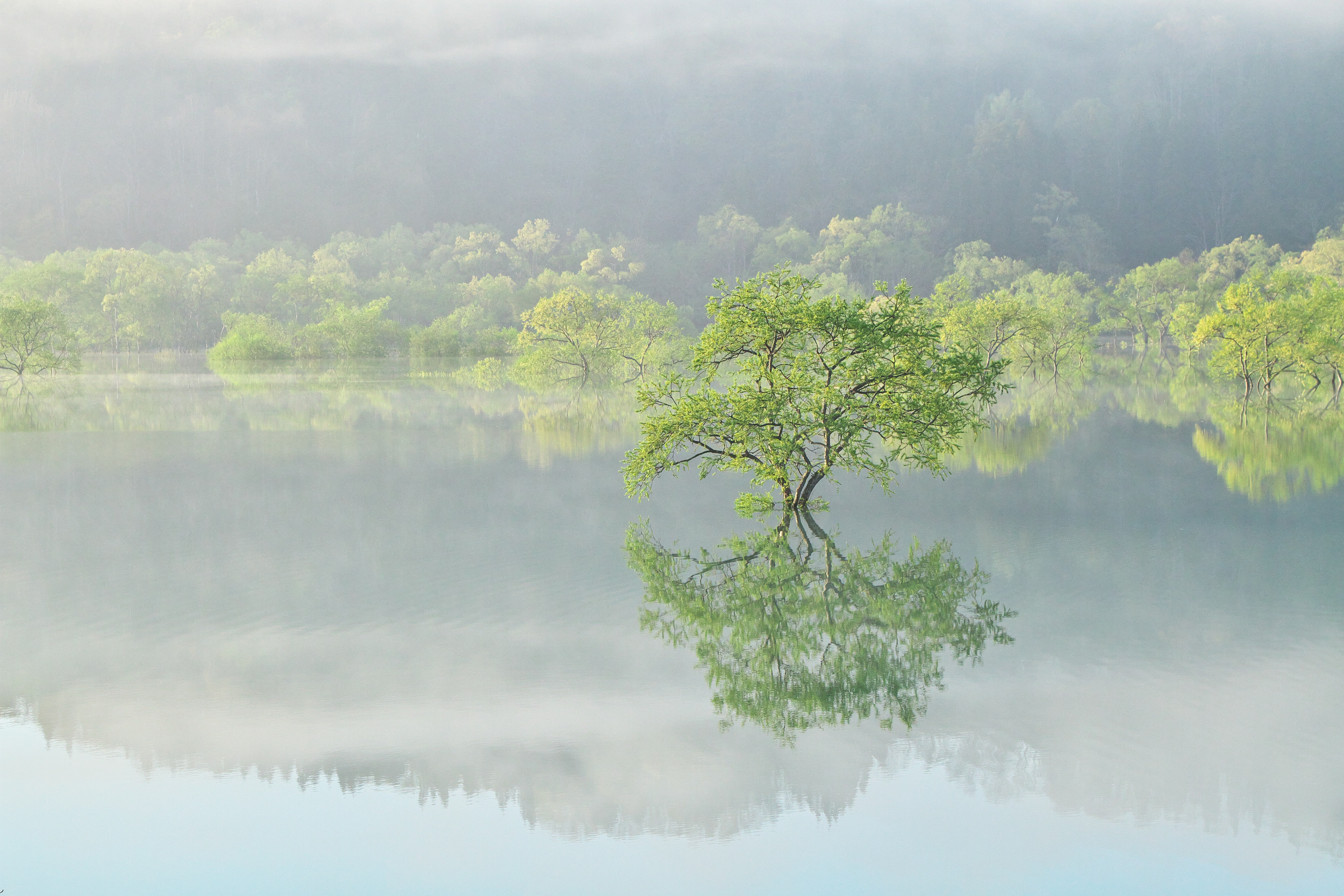
白川湖の水没林

### 観光地
- 白川湖の水没林 - 白川ダム上流に位置する人造湖白川湖は、雪解け水が流れ込み満水になると新緑の白柳が水に浸かり水没林となる。４月下旬より満水となり、田植えが始まる５月中旬には水が抜かれるため、およそひと月しか見る事ができない景色。
- 田園散居集落 - 北部の平野部の地区は田園の管理を効率的におこなうため水田の側に住居があり、北風を避けるため住居の北西に杉などの針葉樹、南東には盆地特有の高気温を遮るため落葉樹が植えられ冬には葉が落ち日差しが屋内に入り込むよう工夫がされている。四季をとおして田園に島が浮かぶ様な景観であり、原風景が残っている。田園散居集落

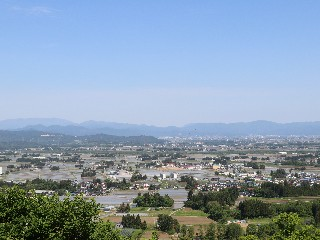
田園散居集落

- どんでん平ゆり園 - 東日本最大級の園。多品種50万本以上のゆりが咲く。見頃は7月上旬。どんでん平の由来はどんと転んで、でんと尻をつく丘がある事から。
- 観光わらび園 - 県内でも最大級の作付け面積。町内中津川地区に5ヶ所ある。
- 道の駅いいで・めざみの里観光物産館 - 東北地区内で最大級の道の駅である。
- 飯豊山 - 飯豊山地の標高2,105.1 mの山である。町内からは大日杉登山口より入山が可能。東北でも上級登山コースである。年間約1,000人の登山者が訪れ、県を跨いで縦走する登山者も多い。山頂は福島県喜多方市。
- 小白川天狗山 - 大きな赤い鳥居、二の鳥居が出迎え、登山口付近に一の鳥居がある。所説あるが、栃木県古峯神社の奥の院といわれている。海抜650ｍ、西山中腹に天狗の鼻のように突き出た岩山の形をしている。（2022年8月3日より豪雨災害で登山道は不通となっている。）
- 源流の森センター - 中津川地区にあり、自然に触れ合う事を目的とし、焼き物、工作、アスレチック等の自然共存型の体験ができる。
- 飯豊公園 - 山形県桜回廊の一翼を担い、春になると見事な桜の木々がJR米坂線の車窓からも見える。飯豊中学校の旧グランドの桜も見事である。
- 農家レストラン エルベ - 地元の食材にこだわわり、スパゲッティやピッツァを中心とした本格イタリアン。前庭にはハーブが園が広がる。
- いいで天文台 - 平成18年10月に完成。中部地区公民館の敷地内に設置され、専門指導員による天体観望が可能。
- 散居集落の風景 - 眺望スポットは5箇所ある。中地区天養寺観音堂北側の「ホトケ山展望台」、萩生地区の「散居集落展望台」、椿地区は「飯豊公園」とその西山にある「高寺山展望台」、添川地区の「眺め山牧場展望台」である。散居農村を見るなら最初の2箇所、小国町を除く置賜7市町を一望するなら3箇所目、夜景を見るなら最後のスポットがよい。
- 映画「蕨野考」の撮影ロケ地（高造路地区）

### 温泉
- いいで添川温泉・しらさぎ荘
- 白川温泉・白川荘

### 祭事・催事
- 奉納獅子祭り - 町内には各地区に「獅子祭り」がある。期間は6月から9月にかけて。とりわけ8月に祭りが集中する。本町内における「獅子祭り」はすべて「むかで獅子」であり、警固と獅子の力比べが見所であり、観客も拳に力が入る。萩生諏訪神社例大祭前夜祭奉納獅子

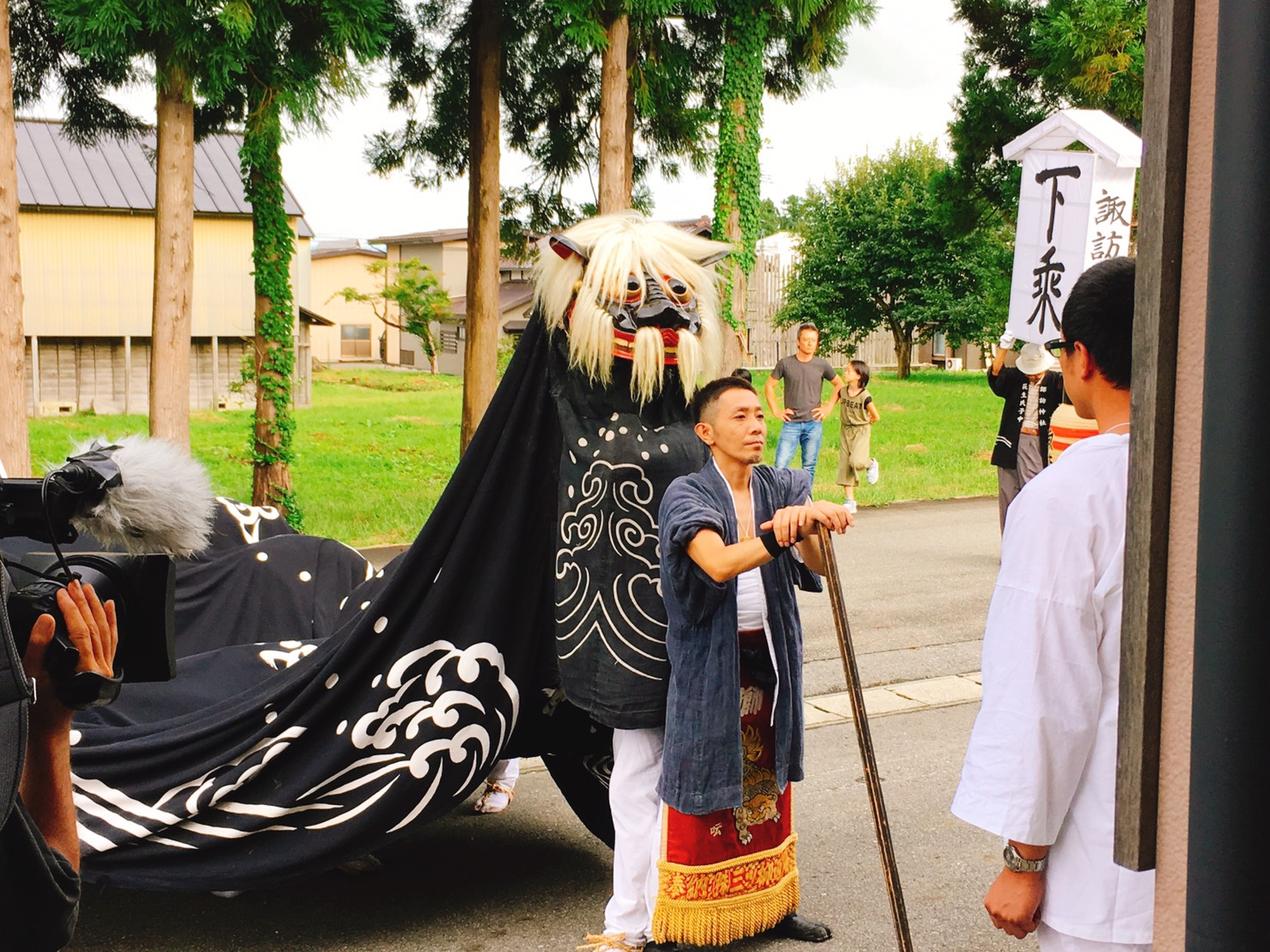
萩生諏訪神社例大祭前夜祭奉納獅子

- 椿念仏踊り - 町無形文化財指定。毎年8月14日に開催。先祖の霊を慰めるための踊りを披露。約10種の役を持ち列をなし踊る。
- 中獅子踊り - 町無形文化財指定。豊作祈願の踊りで、笛吹きや唄いに合わせ踊る奉納神楽獅子踊り。
- めざみの里まつり -  毎年9月初めの土曜日開催。 町民総合センター「あ～す」にて開催されるお祭り。一日を通して様々なイベントが催される。盛大な輪踊りが開催される。「めざみ音頭」は寺内タケシによるもの。
- いいで黒べこまつり - 開場をいいでどんでん平ゆり園に町内産の牛肉を多くの方に味わってもらうイベント。最高級ランクの牛肉を食することができる。
- 白川ダムＳＮＯＷえっぐフェスティバル - 真夏に中津川で行われる雪祭り。雪室からとりだした雪で真夏の雪遊び。イベント終盤の打上げ花火も見もの。
- 全国白川ダムマラソン大会 - 白川ダム湖岸公園を会場に毎年５月中旬に開催されるマラソン大会。新緑の中、2km、5km、10kmのコースを選択して走る。
- 中津川雪まつり - 中津川地区で例年２月下旬に開催される雪まつり。地区の方々による雪像の展示や雪を使ったイベントなどが催される。中津川雪まつり

中津川雪まつり

- ヤハハエロ（別称：さいど焼き、さいぞう笑い、さいとう焼き、どんと焼き） - 例年1月15日（小正月）頃に開催される。日没後、門松やお札を持ち寄り円錐形に積み上げた藁の中に入れ火をつける。「ヤハハエロー」の掛け声が特徴的。

## 学校

### 小学校
- 飯豊町立第一小学校
- 飯豊町立第二小学校
- 飯豊町立添川小学校
- 飯豊町立手ノ子小学校

### 中学校
- 飯豊町立飯豊中学校

### 専門職大学
- 電動モビリティシステム専門職大学

### かつて存在した高校
- 山形県立置賜農業高等学校飯豊分校

## 交通

### 空港
- 最寄の空港は山形空港
- 近隣の空港は新潟空港・庄内空港

### 鉄道路線

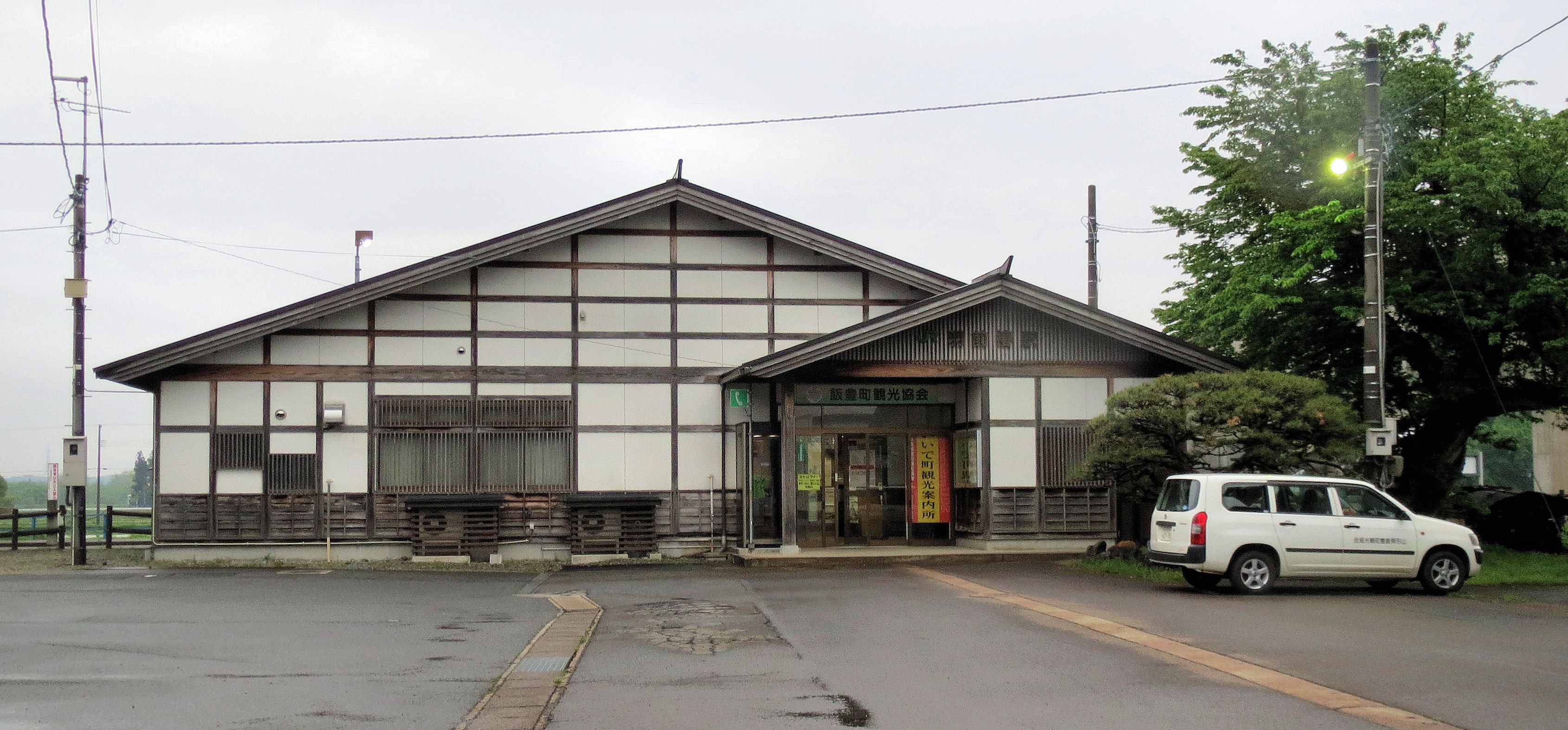
羽前椿駅

東日本旅客鉄道（JR東日本）
米坂線：萩生駅 - 羽前椿駅 - 手ノ子駅　いずれもJR東日本新潟支社管轄
このうち町の中心部に最も近い羽前椿駅は、同町観光協会が併設された簡易委託駅となっている。
2022年8月3日に発生した豪雨災害で今泉駅-坂町駅間が運休しており、バスでの代行運輸となっている。

### バス
路線バス
高齢者などの交通弱者を含めた全町民を対象に、自宅から目的地まで乗合タクシー方式による送迎サービスを行うデマンド交通「ほほえみカー」を運行している。 
都市間バス
Zao号（山交バス・新潟交通：道の駅いいで停車）

### 道路
一般国道
- 国道113号

主要地方道
- 山形県道4号米沢飯豊線
- 山形県道8号川西小国線
- 山形県道10号長井飯豊線

一般県道
- 山形県道250号椿川西線
- 山形県道251号椿長井線
- 山形県道256号萩生九野本線
- 山形県道257号中時庭線
- 山形県道258号萩生黒沢線
- 山形県道378号岳谷上屋地線

川西小国線と岳谷上屋地線は冬期間閉鎖され、通行止めとなる。
大規模林道
- 飯豊檜枝岐線岩倉一ノ木区間

冬期間は閉鎖され、通行止めとなる。)

## 出身有名人
- 髙橋幹子（脚本家・小説家）

### ゆかりのある人物
- 樋口家の子孫直江兼続（樋口与六）の末弟与八の子孫が町内に在住。
- アンプボディ：YouTuber